# KSK Renaix
Maillots
Actualités
Dernière mise à jour : 6 août 2018.
Le Koninklijke Sportkring Ronse (ou K. SK Ronse) est un club de football belge localisé dans la ville de Renaix en Flandre-Orientale. Fondé en 1907, ce club  est porteur du matricule 38. Ses couleurs sont le rouge et le bleu.
Le club tire son nom actuel d'une fusion intervenue en 1987 entre deux anciens clubs de la localité, l'AS Renaisienne (matricule 38) - rouge et blanc, et le RFC Renaisien (KFC Ronse) (matricule 46) - bleu et blanc.
Après la fusion, le club fusionné mélange les couleurs des deux anciennes entités en optant pour le rouge et le bleu. Il évolue en Division 2 Amateur lors de la saison 2018-2019. C'est sa 57e saison en séries nationales.

## Repères historiques
- 1907 : fondation le 07/07/1907 de ASSOCIATION SPORTIVE RENAISIENNE. Aux origines, le cercle occupe un terrain le long de la Chaussée de Leuze à la hauteur de l'Ancienne Posterie. Ses premiers maillots sont rayés Vert et Blanc. Dès sa création, le club porte aussi l'appellation d' Association Sportive Sportieve Associatie ou ASSA. Ces quatre lettres se retrouvent aléatoirement dans de nombreuses archives, mais elles n'entrent officiellement dans l'appellation du club que bien plus tard (fin des années 1960).
- 1908 : fondation en 1908 de FOOTBALL CLUB RENAISIEN. Aux origines, le "Club" joue aussi le long de la chaussée de Leuze, en face d'un café appelé L'Homme sauvage. Ses premiers maillots sont rayés Jaune et Bleu.
- 1910 : 09/09/1910, ASSOCIATION SPORTIVE RENAISIENNE s'affilie à l'Union Belge des Sociétés de Sports Athlétiques (UBSSA-future URBSFA). - 10/09/1910 FOOTBALL CLUB RENAISIEN" s'affilie à l'UBSSA.
- 1919 : ASSOCIATION SPORTIVE RENAISIENNE opte définitivement pour les couleurs Rouge et Blanc.
- 1922 : 07/05/1922, ASSOCIATION SPORTIVE RENAISIENNE s'installe dans son nouveau stade situé au boulevard du Quatre-Mars (en néerlandais: Viermaartlaan). La même année, le FOOTBALL CLUB RENAISIEN déménage à la rue des Fileuses (en néerlandais, la Spinsterstraat) où un stade est construit, dans un domaine appartenant à Henri Lagache. L'endroit devient rapidement le Parc Lagache. Le club opte définitivement pour les couleurs Bleu et Blanc.
- 1923 : 24/04/1923, FOOTBALL CLUB RENAISIEN changea son nom en CLUB RENAISIEN.
- 1923 : ASSOCIATION SPORTIVE RENAISIENNE accéda pour la première fois aux séries nationales. Ce fut le 4e club de sa province (en même temps que l'AA Termondoise).
- 1926 : ASSOCIATION SPORTIVE RENAISIENNE reçut le numéro matricule 38; CLUB RENAISIEN reçut le numéro matricule 46.
- 1926 : CLUB RENAISIEN accéda pour la première fois aux séries nationales et y resta durant les 38 saisons suivantes (41 ans). Ce fut le 7e club de sa province (en même temps que St-Niklaasche SK).
- 1933 : vers 01/06/1933, ASSOCIATION SPORTIVE RENAISIENNE (38) fut reconnue Société Royale et prit, le 20/06/1933, le nom de ROYALE ASSOCIATION SPORTIVE RENAISIENNE (38).
- 1933 : vers 01/06/1933, CLUB RENAISIEN (46) fut reconnu Société Royale et prit, le 20/06/1933, le nom de ROYAL FOOTBALL CLUB RENAISIEN (46).
- 1960 : Aux environs de 1963, les deux clubs adoptent une dénomination en Néerlandais: ASSA RONSE (38) et K. FC RONSE (46). Dans la pratique, les deux appellations (française ou néerlandaise) sont employées.
- 1965 : ROYALE ASSOCIATION SPORTIVE RENAISIENNE - ASSA RONSE (38) est relégué en séries provinciales. C'est sa dernière apparition en "nationale" sous ce nom.
- 1969 : ROYAL FOOTBALL CLUB RENAISIEN - K. FC RONSE (46) est relégué en séries provinciales. Il n'apparaît plus en "nationales".
- 1987 : fusion de ROYALE ASSOCIATION SPORTIVE RENAISIENNE - ASSA RONSE et ROYAL FOOTBALL CLUB RENAISIEN - K. FC RONSE (46) pour former KONINKLIJKE SPORTKRING RONSE (38). La dénomination francophone ROYAL CERCLE SPORTIF RENAISIEN (38) est simultanément autorisée, mais au fil du temps elle tombe en désuétude.
- 1991 : KONINKLIJKE SPORTKRING RONSE (38) monte en séries nationales pour la première fois sous cette appellation. Il ne quitte plus la "nationale" depuis lors.

## Résultats dans les divisions nationales
Statistiques mises à jour le 25 mars 2020 (terme de la saison 2018-2019)

### Bilan
| Niv | Divisions     | Jouées | Titres | TM Up | TM Down |
| --- | ------------- | ------ | ------ | ----- | ------- |
| I   | 1re nationale | 0      | 0      |       |         |
| II  | 2e nationale  | 20     | 0      |       | 1       |
| III | 3e nationale  | 13     | 4      |       |         |
| IV  | 4e nationale  | 23     | 1      |       |         |
| V   | 5e nationale  | 1      | 0      | 1     |         |
|     |               |        |        |       |         |
|     | TOTAUX        | 57     | 5      | 1     | 1       |

- TM Up : test-match pour départager des égalités, ou toutes formes de Barrages ou de Tour final pour une montée éventuelle.
- TM Down : test-match pour départager des égalités, ou toutes formes de Barrages ou de Tour final pour le maintien.

### Classements saison par saison
| Ordre                     | Saison  | Nom du club       | Niveau                         | Classement final | Remarques              |
| ------------------------- | ------- | ----------------- | ------------------------------ | ---------------- | ---------------------- |
| 1                         | 1923-24 | AS Renaisienne    | Promotion (D2) série B         | 10e/14           |                        |
| 2                         | 1924-25 | AS Renaisienne    | Promotion (D2) série B         | 9e/14            |                        |
| 3                         | 1925-26 | AS Renaisienne    | Promotion (D2) série A         | 10e/14           | Relégué                |
| 4                         | 1926-27 | AS Renaisienne    | Promotion (D3) série A         | 4e/14            |                        |
| 5                         | 1927-28 | AS Renaisienne    | Promotion (D3) série A         | 1er/14           | Champion et promu      |
| 6                         | 1928-29 | AS Renaisienne    | Division 1 (D2)                | 14e/14           | Relégué                |
| 7                         | 1929-30 | AS Renaisienne    | Promotion (D3) série A         | 14e/14           | Relégué                |
| séries régionales         |         |                   |                                |                  |                        |
| 8                         | 1934-35 | R. AS Renaisienne | Promotion (D3) série A         | 6e/14            |                        |
| 9                         | 1935-36 | R. AS Renaisienne | Promotion (D3) série D         | 3e/14            |                        |
| 10                        | 1936-37 | R. AS Renaisienne | Promotion (D3) série D         | 1er/14           | Champion et promu      |
| 11                        | 1937-38 | R. AS Renaisienne | Division 1 (D2) série B        | 5e/14            |                        |
| 12                        | 1938-39 | R. AS Renaisienne | Division 1 (D2) série A        | 8e/14            |                        |
| Compétitions interrompues |         |                   |                                |                  |                        |
| 13                        | 1941-42 | R. AS Renaisienne | Division 1 (D2) série B        | 14e/14           | [ saisons 2 ]          |
| 14                        | 1942-43 | R. AS Renaisienne | Division 1 (D2) série B        | 9e/15            |                        |
| 15                        | 1943-44 | R. AS Renaisienne | Division 1 (D2) série A        | 6e/16            |                        |
| Compétitions interrompues |         |                   |                                |                  |                        |
| 16                        | 1945-46 | R. AS Renaisienne | Division 1 (D2) série A        | 13e/17           |                        |
| 17                        | 1946-47 | R. AS Renaisienne | Division 1 (D2) série B        | 11e/17           |                        |
| 18                        | 1947-48 | R. AS Renaisienne | Division 1 (D2) série A        | 16e/16           | Relégué                |
| 19                        | 1948-49 | R. AS Renaisienne | Promotion (D3) série A         | 3e/16            |                        |
| 20                        | 1949-50 | R. AS Renaisienne | Promotion (D3) série A         | 16e/16           | Relégué                |
| séries provinciales       |         |                   |                                |                  |                        |
| 21                        | 1953-54 | R. AS Renaisienne | Promotion série D              | 3e/16            |                        |
| 22                        | 1954-55 | R. AS Renaisienne | Promotion série C              | 10e/16           |                        |
| 23                        | 1955-56 | R. AS Renaisienne | Promotion série A              | 11e/16           |                        |
| 24                        | 1956-57 | R. AS Renaisienne | Promotion série D              | 10e/16           |                        |
| 25                        | 1957-58 | R. AS Renaisienne | Promotion série B              | 9e/16            |                        |
| 26                        | 1958-59 | R. AS Renaisienne | Promotion série A              | 11e/16           |                        |
| 27                        | 1959-60 | R. AS Renaisienne | Promotion série C              | 11e/16           |                        |
| 28                        | 1960-61 | R. AS Renaisienne | Promotion série D              | 14e/16           | Relégué                |
| séries provinciales       |         |                   |                                |                  |                        |
| 29                        | 1964-65 | R. AS Renaisienne | Promotion série B              | 16e/16           | Relégué                |
| séries provinciales       |         |                   |                                |                  |                        |
| 30                        | 1991-92 | K. SK Ronse       | Promotion série A              | 9e/16            |                        |
| 31                        | 1992-93 | K. SK Ronse       | Promotion série A              | 7e/16            |                        |
| 32                        | 1993-94 | K. SK Ronse       | Promotion série A              | 6e/16            |                        |
| 33                        | 1994-95 | K. SK Ronse       | Promotion série A              | 5e/16            |                        |
| 34                        | 1995-96 | K. SK Ronse       | Promotion série A              | 2e/16            | [ saisons 3 ]          |
| 35                        | 1996-97 | K. SK Ronse       | Promotion série A              | 6e/16            |                        |
| 36                        | 1997-98 | K. SK Ronse       | Promotion série A              | 9e/16            |                        |
| 37                        | 1998-99 | K. SK Ronse       | Promotion série A              | 12e/16           |                        |
| 38                        | 99-2000 | K. SK Ronse       | Promotion série A              | 1er/16           | Champion et promu      |
| 39                        | 2000-01 | K. SK Ronse       | Division 3 série A             | 1er/16           | Champion et promu      |
| 40                        | 2001-02 | K. SK Ronse       | Division 2                     | 15e/18           |                        |
| 41                        | 2002-03 | K. SK Ronse       | Division 2                     | 10e/18           |                        |
| 42                        | 2003-04 | K. SK Ronse       | Division 2                     | 15e/18           |                        |
| 43                        | 2004-05 | K. SK Ronse       | Division 2                     | 8e/18            |                        |
| 44                        | 2005-06 | K. SK Ronse       | Division 2                     | 11e/18           |                        |
| 45                        | 2006-07 | K. SK Ronse       | Division 2                     | 18e/18           | Relégué                |
| 46                        | 2007-08 | K. SK Ronse       | Division 3 série A             | 1er/16           | Champion et promu      |
| 47                        | 2008-09 | K. SK Ronse       | Division 2                     | 8e/19            |                        |
| 48                        | 2009-10 | K. SK Ronse       | Division 2                     | 17e/19           | Relégué après barrages |
| 49                        | 2010-11 | K. SK Ronse       | Division 3 série A             | 9e/18            |                        |
| 50                        | 2011-12 | K. SK Ronse       | Division 3 série A             | 10e/18           |                        |
| 51                        | 2012-13 | K. SK Ronse       | Division 3 série A             | 17e/18           | Relégué                |
| 52                        | 2013-14 | K. SK Ronse       | Promotion série A              | 9e/16            |                        |
| 53                        | 2014-15 | K. SK Ronse       | Promotion série A              | 6e/16            |                        |
| 54                        | 2015-16 | K. SK Ronse       | Promotion série A              | 10e/16           | Relégué!               |
| 55                        | 2016-17 | K. SK Ronse       | Division 3 Amateur VFV série A | 4e/16            | Promu via tour final!  |
| 56                        | 2017-18 | K. SK Ronse       | Division 2 Amateur VFV série A | 13e/16           |                        |
| 57                        | 2018-19 | K. SK Ronse       | Division 2 Amateur VFV série A | 6e/16            | Tour final             |
| 58                        | 2019-20 | K. SK Ronse       | Division 2 Amateur VFV série A | .../16           |                        |